# SV Circumflex
Studentenvereniging Circumflex is een Nederlandse studentenvereniging uit Maastricht, opgericht in 1971. De vereniging is lid van het Aller Heiligen Convent, een verband van in oorsprong katholieke studentenverenigingen in Nederland. Het rijksmonumentale sociëteitsgebouw De Kaap bevindt zich aan de Capucijnenstraat in het centrum van Maastricht.

## Geschiedenis
Studentenvereniging Circumflex werd opgericht op 10 juni 1971 in de kelder van de Jan van Eyck Academie te Maastricht, nog vóór de oprichting van de Universiteit Maastricht (aanvankelijk Rijksuniversiteit Limburg). Sindsdien groeide zij uit tot de grootste en oudste studentenvereniging van Maastricht, Nederlands jongste studentenstad.

## Huisvesting
In de beginperiode was SV Circumflex in diverse panden gevestigd. Sociëteit De Uitvreter in de Herbenusstraat was sinds 1992 eigendom van de vereniging maar werd door de snelle ledengroei al snel te klein. Later (tot 2008) werd het pand alleen nog gebruikt als bestuurs- en commissieruimte. In 1999 was de vereniging naarstig op zoek naar nieuwe huisvesting. De gemeente bood een leegstaande kazemat in de Lage Fronten (het "knokefebrik") aan, maar deze bleek bij nader inzicht niet geschikt. In 2006 moest Circumflex haar als tijdelijk bedoelde sociëteit in het Maaspaviljoen aan de Maasboulevard verlaten en was daarna korte tijd gehuisvest in de gedeelde sociëteit Het Vagevuur aan de Sint Bernardusstraat.

## Sociëteit
Op 30 juni 2008 werd de sociëteit De Kaap, gelegen aan de Capucijnenstraat 120 in het Statenkwartier, in gebruik genomen. Het betreft een voormalige ursulinenschool, een lagere school voor meisjes, gerund door ursulinen uit het naastgelegen klooster. In het gebouw uit 1888 werden behalve de sociëteit ook de bestuurs- en commissieruimtes gevestigd. Sociëteit de Kaap biedt de ruim 700 leden van SV Circumflex twee ruime borrelzalen met in totaal 21 tappunten, waarvan 9 achter de bar en 12 in de zaal, in de vorm van muurkranen. Verdeeld over vier verdiepingen beschikt zij tevens over een klassieke gewelvenkelder voor ontvangsten en recepties, een uit mergel opgetrokken wijnkelder en ruime bestuurs- en commissiekamers. Het gebouw is sinds 1997 een rijksmonument.

## Interne organisatie
Het Bestuur is het bestuurlijk hoofdorgaan van de vereniging. Het bestuur wordt vernoemd naar de familienaam van de praeses h.t. (hoc tempore). Het bestuur bestaat uit zeven dames en heren die voltijds overdag en in de avond de vereniging en sociëteit leiden. Het bestuur is als volgt samengesteld: voorzitter, secretaris, penningmeester vereniging, penningmeester sociëteit, commissaris intern, commissaris extern en commissaris sociëteit.
De Senaat is verantwoordelijk voor de dagelijkse gang van zaken van de SKA en de operationele bedrijfsvoering van de sociëteit. De senaat bestaat uit: penningmeester sociëteit i.t., voorzitter i.t., penningmeester sociëteit h.t., voorzitter h.t. en commissaris sociëteit h.t.

## Interne Structuur en verbanden
SV Circumflex kent zowel jaarclubs als disputen. Voor de eerstejaarsleden is het verplicht een jaarclub op te richten. Een jaarclub heeft de mogelijkheid zich aan te sluiten bij een verticale. SV Circumflex kent twee herenverticalen en drie damesverticalen.
Voor het lidmaatschap van een dispuut dient men uitgenodigd te worden. Dit gaat altijd gepaard met een aspirantentijd. SV Circumflex heeft 13 disputen.
Veel leden wonen in verenigingshuizen, waarvan er zo'n dertig bestaan. De huizen, die drie tot 24 bewoners tellen, zijn meestal genoemd naar de straat waarin ze gesitueerd zijn (Huize Wilhelmina, De Kommel, De Hoender, Huize Minck), of hebben andere 'ludieke' namen (Het Fort, Het Penthouse).
Onder de formele structuur van de vereniging vallen het bestuur en de commissies. De commissies organiseren zowel de jaarlijks terugkerende interne verenigingsactiviteiten, als activiteiten die ook toegankelijk zijn voor de rest van studerend Maastricht. In totaal zijn er 22 commissies.

## Varia
- Op 1 september 1993 verdween eerstejaarsstudente Tanja Groen, na een introductiefeest op de sociëteit aan de Herbenusstraat. Haar verdwijning wordt jaarlijks door de studentenvereniging herdacht.[4]
- Bij het betrekken van de nieuwe sociëteit De Kaap in 2009 kregen twee 'begunstigers' het erelidmaatschap van de vereniging aangeboden: Anne Flierman, tot 2005 vicevoorzitter van de Raad van Bestuur van de Universiteit Maastricht, en Ed Beuker, tot 2008 controller van het studentenservicecentrum van de UM.[5]
- In april 2013 trad het gezamenlijke bestuur van Circumflex af naar aanleiding van de dood van penningmeester Thijs Eberson, die enkele maanden eerder 's nachts in het verlaten sociëteitsgebouw was overleden "door een ongelukkige combinatie van factoren".[6]
- De viering van het gouden jubileum (en tiende lustrum) van de vereniging moest vanwege de coronapandemie een jaar worden uitgesteld naar het academisch jaar 2021-2022.[7]